# José Maria dos Santos Motta
José Maria dos Santos Motta, meglio noto come Zé Maria (27 maggio 1939), è un ex cestista ed ex calciatore brasiliano.

## Caratteristiche tecniche
Formava con Nílton Santos, che lo guidava ed indirizzava, la coppia difensiva del Botafogo nei primi anni sessanta del XX secolo. Aveva un gioco estremamente pulito, privo di calci e violenza.

## Carriera

### Pallacanestro
Ha giocato a pallacanestro con il Canto do Rio con discreto successo, tanto da ricevere un'offerta d'ingaggio dalla Francia, prima di venire notato dall'allenatore della sezione calcio del suo club che lo volle nella sua formazione.

### Calcio
Passato alla sezione calcistica del Canto do Rio, nel 1959 venne notato ed acquistato dal Botafogo. Con il club dell'Estrela Solitária vinse due campionati Carioca, due tornei Rio-San Paolo (di cui uno ex-acqueo con il Santos) e due Tornei Início do Rio de Janeiro. Inoltre con il suo club Zé Maria raggiunse la semifinale della Copa de Campeones de América 1963, perdendo contro i futuri campioni del Santos.
Terminata l'esperienza al Botafogo, Zé Maria milita nel Bonsucesso, nel Olaria e nel 1966 al Náutico, con cui vince il Campionato Pernambucano 1966.
Nel 1967 si trasferì negli Stati Uniti, per giocare con i Baltimore Bays, club con cui raggiunse la finale, poi persa con gli Oakland Clippers, dell'unica edizione della NPSL I.
La stagione dopo partecipò alla prima edizione della NASL dapprima sempre tra le file dei Bays, per poi passare al Washington Whips. Con i capitolini, pur giocando solo due incontri, ottenne il secondo posto della Atlantic Division, alle spalle dei futuri campioni dell'Atlanta Chiefs.

## Palmarès
- Campionato Carioca: 2

Botafogo: 1961, 1962
- Torneo Rio-San Paolo: 2

Botafogo: 1962, 1964
- Campionato Pernambucano: 1

Náutico: 1966, 1962